# Salto de esqui nos Jogos Olímpicos de Inverno de 1960
O salto de esqui nos Jogos Olímpicos de Inverno de 1960 consistiu de um único evento masculino realizado na rampa de saltos de Squaw Valley, nos Estados Unidos. As disputas ocorreram no dia 28 de fevereiro de 1960.

## Medalhistas
| Ouro   | EUA Helmut Recknagel |
| Prata  | FIN Niilo Halonen    |
| Bronze | AUT Otto Leodolter   |

## Resultados
| Posição           | Atleta                      | Pontos |
| ----------------- | --------------------------- | ------ |
| Medalha de ouro   | EUA Helmut Recknagel        | 227.2  |
| Medalha de prata  | FIN Niilo Halonen           | 222.6  |
| Medalha de bronze | AUT Otto Leodolter          | 219.4  |
| 4                 | URS Nikolay Kamenskiy       | 216.9  |
| 5                 | NOR Torbjørn Yggeseth       | 216.1  |
| 6                 | EUA Max Bolkart             | 212.6  |
| 7                 | USA Arnsten Samuelstuen     | 211.5  |
| 8                 | FIN Juhani Kärkinen         | 211.4  |
| 9                 | URS Koba Tsakadze           | 211.1  |
| 10                | URS Nikolay Shamov          | 210.6  |
| 11                | NOR Halvor Næs              | 209.8  |
| 12                | EUA Veit Kührt              | 208.7  |
| 13                | NOR Kåre Berg               | 207.4  |
| 14                | AUT Alwin Plank             | 206.7  |
| 15                | JPN Sadao Kikuchi           | 206.2  |
| 16                | AUT Walter Steinegger       | 205.9  |
| 17                | FIN Eino Kirjonen           | 205.8  |
| 18                | SWE Rolf Strandberg         | 204.8  |
| 19                | SWE Bengt Eriksson          | 202.0  |
| 20                | SUI Andreas Däscher         | 201.2  |
| 21                | EUA Werner Lesser           | 200.8  |
| 22                | JPN Koichi Sato             | 200.3  |
| 23                | NOR Ole Tom Nord            | 200.2  |
| 24                | ITA Dino De Zordo           | 198.8  |
| 25                | JPN Yosuke Eto              | 197.7  |
| 26                | FRA Claude Jean-Prost       | 196.8  |
| 27                | URS Leonid Fyodorov         | 193.1  |
| 28                | USA Jon St. Andre           | 192.3  |
| 29                | SWE Inge Lindqvist          | 190.1  |
| 30                | JPN Takashi Matsui          | 189.6  |
| 31                | POL Władysław Tajner        | 188.2  |
| 32                | USA Robert Wedin            | 187.1  |
| 33                | CAN Jacques Charland        | 186.3  |
| 34                | AUT Willi Egger             | 185.4  |
| 34                | CAN Gerry Gravelle          | 185.4  |
| 36                | ITA Nilo Zandanel           | 184.8  |
| 37                | ITA Enzo Perin              | 181.6  |
| 38                | FRA Régis Robert Rey        | 179.3  |
| 39                | ITA Luigi Pennacchio        | 171.2  |
| 40                | FIN Veikko Kankkonen        | 168.0  |
| 41                | HUN Tamás Sudár             | 165.8  |
| 42                | USA Gene Kotlarek           | 165.1  |
| 43                | ISL Skarphéðinn Guðmundsson | 155.7  |
| 44                | CAN Alois Moser             | 151.1  |
| 45                | SWE Kjell Sjöberg           | 127.9  |